# Liste der Stolpersteine in Münster-Sarmsheim
Die Liste der Stolpersteine in Münster-Sarmsheim enthält alle Stolpersteine, die im Rahmen des gleichnamigen Kunst-Projekts von Gunter Demnig in Münster-Sarmsheim verlegt und gefunden wurden. Mit ihnen soll an die Opfer des Nationalsozialismus erinnert werden, die in Münster-Sarmsheim lebten und wirkten.

## Verlegte Stolpersteine
| Adresse, Lage   | Name, Inschrift | Verlegedatum | Bild | weitere Informationen |
| --------------- | --- | ------------ | ---- | --------------------- |
| Saarstraße 41 · | HIER WOHNTE CARL ADELSECK JG. 1876 IM WIDERSTAND / ZENTRUM ´SCHUTZHAFT´ 1942 GEFÄNGNIS KOBLENZ 1943 BUCHENWALD ERMORDET 19.4.1943 | 6. März 2017 |      |                       |